# Tanah Jambu
Tanah Jambu – miasto w Brunei, w dystrykcie Brunei-Muara.